# Ghyslain Touchat
Ghyslain Touchat, né le 3 septembre 1980, est un footballeur français international de beach soccer.

## Biographie
Né à Palavas, où il débute à l'âge de 5 ans, Ghyslain tape très vite dans l'œil des recruteurs régionaux, attirés par ses qualités naturelles, vitesse, explosivité, bon pied droit, jeu de tête, en un mot un sens aiguisé du but. On fait état de plus de deux cents buts marqués tout au long d'une carrière façon pigeon voyageur, avec onze clubs sur la carte de visite de ce numéro 9, véritable renard des surfaces. En 2011, Ghyslain Touchat évolue à l'AS Lattes.
En 2012, avec l'équipe de France de beach soccer, Touchat marque le seul but français en demi-finale de la Coupe d'Europe contre la Russie (défaite 5-1).

## Palmarès
- Championnat de France
  - Finaliste en 2012 et 2013
  - 3e en 2011
  - 4e en 2010